# 7,5 cm Kanon m/02
A 7,5 cm Kanon m/02 egy svéd gyártmányú könnyű tábori löveg volt.

## Történet

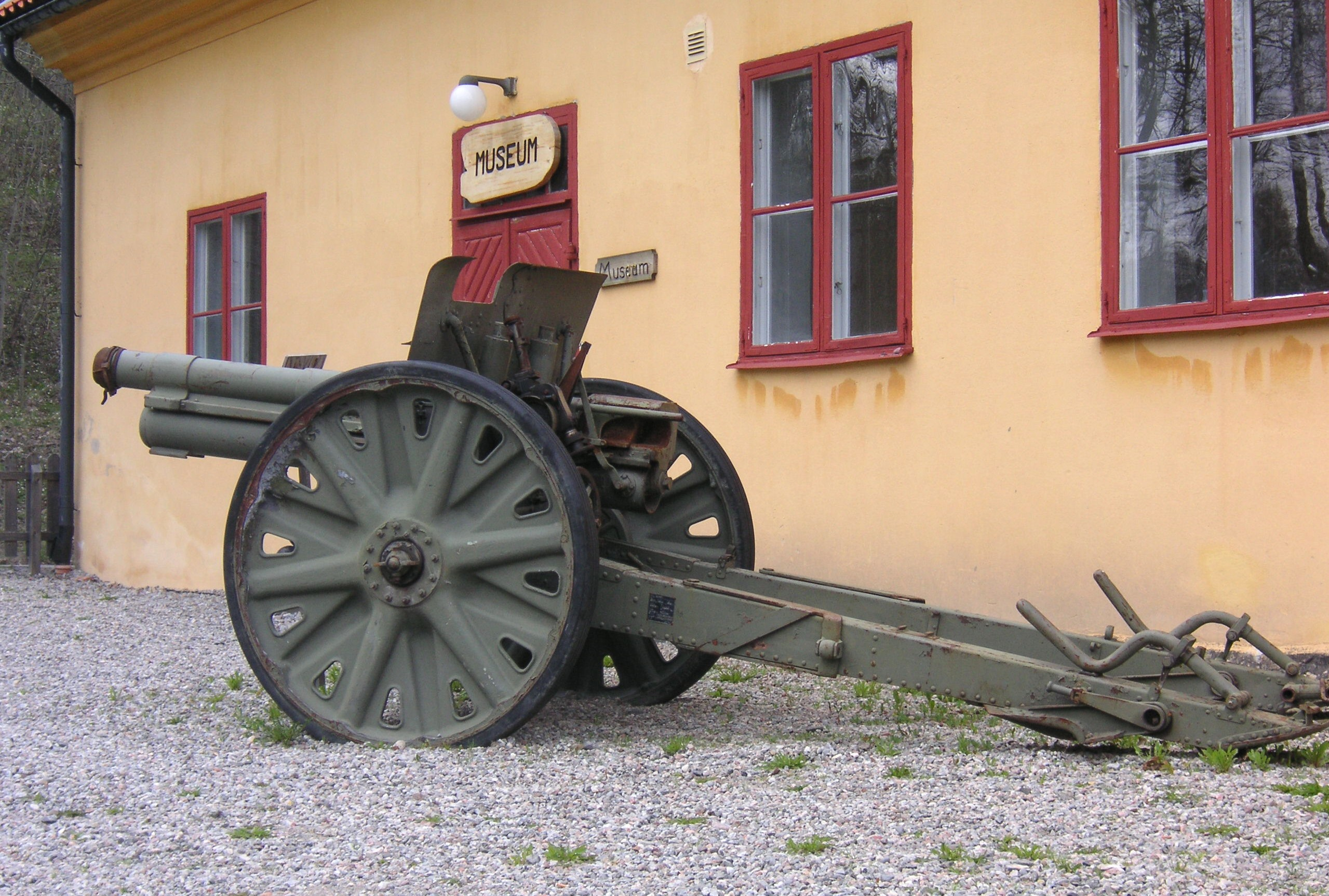
Modernizált 7,5 cm Kanon m/02-33

A löveget a Krupp tervezte, Svédország licenc alapján gyártotta. Ez a típus volt az első a svéd tábori lövegek közül, melyet modern hátrasikló rendszerrel gyártottak, amit a lövegcső alá helyeztek. A svéd hadseregnek szállított lövegeket a német Krupp (104 darab), a svéd Finspång (106 darab), Bofors (68 darab) és a stockholm-i Vapenfabrik (36 darab) gyártotta. Az első példányok 1903-ban érkeztek. A svédek nagy számban modernizálták a lövegeket, melyeket a 7,5 cm Kanon m/02–10 jelöléssel látták el, majd a későbbiekben ismét modernizált típusok a 7,5 cm Kanon m/02–33 jelölést kapták, ezeket már szétterpeszthető lövegtalpakkal készítették. Alapjában véve a löveg tipikus Krupp tervezet. Egyszárú lövegtalpa volt, lövegpajzsának felső része lehajtható, kerekei fából készültek és acélabronccsal voltak ellátva, Krupp tervezésű závárzata vízszintesen mozgó ék típusú. A fő célzórendszer egy számlapos irányzék, de egyszerű nyílt irányzékkal is ellátták a közvetlen tüzeléshez. A löveghez használt lőszer egy darabból áll, nem kell a hajtótöltetet külön betölteni. Habár az alkalmazott lőszer hossza megegyezik a norvég gyártmányú 75 K/01 löveghez használt lőszerével, a kettő nem teljesen csereszabatos. Az eredeti maximális lőtávolság (a korlátozott magassági irányzás miatt) mindössze 5,8 km, de a lövegtalp beásásával megnövelhető nagyjából 7 km-re.

## A finn hadseregben
Finnország az első 12 löveget 1939 októberében kapta, nem sokkal a téli háború kitörése előtt. Ezt követően további 12 darab löveget vásároltak Svédországtól. Ezen kívül egy svéd önkéntes egység (melynek fegyverzetét Svédországban gyűjtött adományokból finanszírozták) is érkezett 12 darab löveggel. Miután Svédország további 24 darab löveget kölcsönadott Finnországnak a téli háború alatt, a lövegek teljes száma elérte a 60 darabot, viszont nem vetették be az összeset. Nem sokkal a téli háború után a kölcsönadott 24 darab löveg visszakerült Svédországba, így csak 26 darab maradt a finneknek. A téli háború során fegyvereket a tábori tüzérséghez rendelték, a 9. tábori tüzérezred 1. zászlóalja három szovjet harckocsit lőtt ki velük. 1941-re már csak 16 darab maradt a finn tüzérségnél. Még ez év végén a finn tüzérség lecserélte ezeket a lövegeket olyan lövegekre és tarackokra, melyek lövegcsöve még nem használódott nagyon el és volt hozzájuk elég lőszer. A lövegek egy részét partvédelmi feladatkörre osztották, ahol két lövegből álló osztályokba sorolták őket. A második világháború végéig ebben a feladatkörben maradtak.